# 14833 Vilenius
14833 Vilenius eller 1987 SP1 är en asteroid i huvudbältet som upptäcktes den 21 september 1987 av den amerikanske astronomen Edward L.G. Bowell vid Anderson Mesa Station. Den är uppkallad efter Esa Vilenius.
Asteroiden har en diameter på ungefär 3 kilometer.